# Amazon (pel·lícula)
Amazon (Amazon) és una pel·lícula estatunidenco-finlandesa de Mika Kaurismäki, estrenada el 1990. Rebé el Premi Jussi al millor so per a Jouko Lumme el 1991.

## Argument
Vidu i arruïnat, l'home de negocis finlandès Kari agafa les seves dues filles adolescents i se’n va al Brasil.

## Repartiment
- Rae Dawn Chong: Paola
- Robert Davi: Dan
- Pirkko Hämäläinen: Susanne
- Sidney Martins: Thief
- Ruy Polanah: Julio Cesar
- Aili Solvio: Lea
- Esai Morales

## Al voltant de la pel·lícula
Durant el rodatge de la pel·lícula, Kaurismäki va tractar de minimitzar l'impacte del grup de producció del rodatge en el medi ambient, triant equips que tinguessin el menor impacte sobre el lloc de rodatge, les àrees circumdants i els seus habitants. Als crèdits, es precisa: "cap caiman en aquesta pel·lícula no ha estat mort ni maltractat".